# Мёбиус (фильм, 1996)
Мёбиус (исп. Moebius) — фантастический фильм режиссёра Густаво Москера. Снят по мотивам рассказа Армина Дейча «Лист Мёбиуса». Фильм создан Университетом кинематографии Буэнос-Айреса и является, по сути, дипломной работой его выпускников.

## В ролях
- Гильермо Анджелелли — Даниэль Пратт
- Роберто Карнаги[англ.] — Маркос Бласи
- Аннабелла Леви — Эбрил
- Хорхе Петралья — Мистейн
- Фернандо Льоса — Назар
- Даниэль Ди Биасе — Кенн
- Мартин Павловски — машинист поезда 101

## Сюжет
В метро Буэнос-Айреса происходят странные вещи. После строительства развязки нескольких узлов пропадает целый состав поезда со всеми пассажирами. У состава нет даже теоретических возможностей покинуть туннель, что лишь усложняет ситуацию. Ни одна камера наблюдения не может его засечь, никто не видит его лично, единственные признаки его существования — это шум движущегося состава и прогонный ветер. Кроме того, на состав реагируют приборы, переключая время от времени светофоры. Для расследования причины пропажи поезда была создана комиссия, однако её работа ни к чему не привела.
Руководство метро решает обратиться к проектировщику Даниэлю Платту, представляющему студию «Дель-Плато», в своё время спроектировавшую и построившую эту развязку метрополитена. Даниэль проводит собственное расследование и приходит к неожиданному выводу. Система метрополитена, после открытия нового участка, стала очень сложной и представила собой вариант ленты Мёбиуса. Поезд, по мнению Даниэля, в силу обстоятельств попал в иное измерение, покинув ограниченное пространство метрополитена. Даниэль пытается доказать это математическими расчётами, однако ему никто не верит. Впрочем, и он сам до конца не уверен в своей теории, до той поры пока сам, случайным образом, не садится в тот самый пропавший состав.

## Станции в фильме
| Вымышленная станция       | Реальная станция   |
| ------------------------- | ------------------ |
| «Борхес»                  | «Катедраль»        |
| «Университетский городок» | «Индепенденсия»    |
| «Южный Док»               | «Сан-Хосе-Вьеха»   |
| «Парк 1»                  | «Индепенденсия»    |
| «Парк 2»                  | «Сан-Хосе-Вьеха»   |
| «Парк 3»                  | «Сан-Хосе»         |
| «Южный вокзал»            | «Авенида Ла-Плата» |

## Оформление станции «Сан-Хосе»
По мотивам фильма, в 2015 году художница Джулия Гарибальди Тобиас расписала станцию «Сан-Хосе» линии E тринадцатью фресками.

## Премии и награды
Фильм был номинирован на 11 премий различных кинофестивалей, из которых завоевал 7.
- Премии за лучшую операторскую работа и за лучшие звуковые эффекты на Гаванском кинофестивале 1996 года.
- Приз жюри за лучший фильм на Бангкокском кинофестивале в 1998 году.
- Специальный приз жюри, премия ФИПРЕССИ на Пуэрто-Риканский кинофестивале 1997 года.
- Приз критиков, премия Мануэля Барбы на Иберо-американском кинофестивале в Уэльве 1996 года.
- Приз Золотая Цапля на Фестивале латиноамериканского кино в Майами 1997 года.
- Премия ФИПРЕССИ на кинофестивале «Viennale» 1997 года.